# Отмухув (гміна)
Гміна Отмухув (пол. Gmina Otmuchów) — місько-сільська гміна у південно-західній Польщі. Належить до Ниського повіту Опольського воєводства.
Станом на 31 грудня 2011 у гміні проживало 14120 осіб.

## Площа
Згідно з даними за 2007 рік площа гміни становила 188.23 км², у тому числі:
- орні землі: 71.00%
- ліси: 6.00%

Таким чином, площа гміни становить 15.38% площі повіту.

## Населення
Станом на 31 грудня 2011:
| Опис     | Загалом | Загалом | Чоловіки | Чоловіки | Жінки | Жінки |
| -------- | ------- | ------- | -------- | -------- | ----- | ----- |
| одиниця  | осіб    | %       | осіб     | %        | осіб  | %     |
| все      | 14120   | 100     | 6867     | 48.63    | 7253  | 51.37 |
| міське   | 5136    | 100     | 2448     | 47.66    | 2688  | 52.34 |
| сільське | 8984    | 100     | 4419     | 49.19    | 4565  | 50.81 |

## Сусідні гміни
Гміна Отмухув межує з такими гмінами: Ґлухолази, Зембіце, Каменник, Ниса, Пакославіце, Пачкув.